# Surus

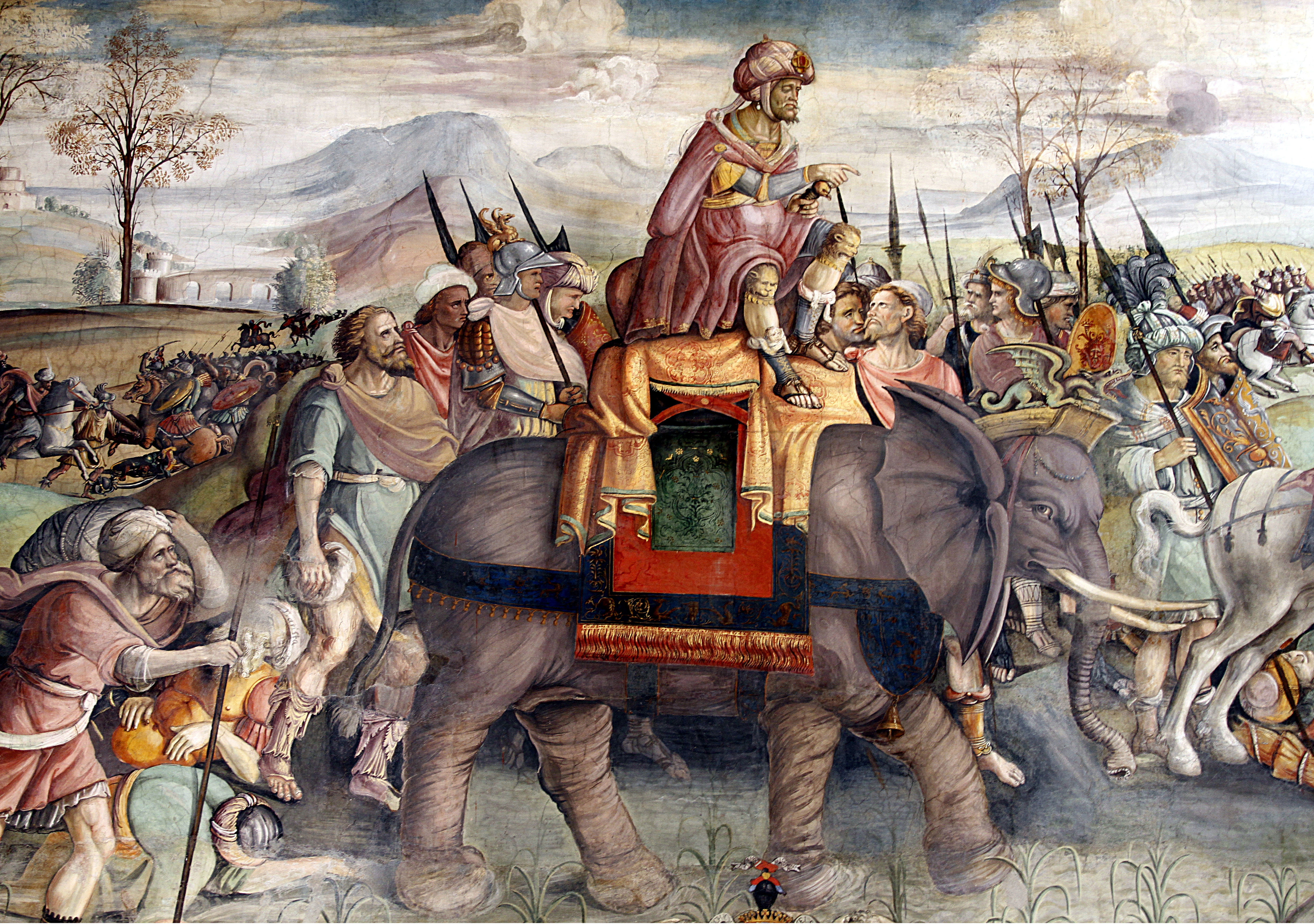
Surus montato da Annibale, particolare di un affresco (ca. 1510) al Palazzo del Campidoglio (Museo Capitolino) di Roma.

Surus era il nome dell'ultimo elefante superstite con cui l'esercito cartaginese valicò le Alpi all'inizio della seconda guerra punica.

## Storia

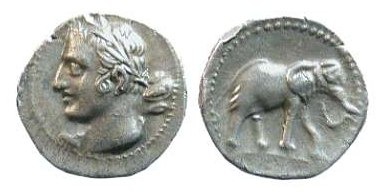
Moneta cartaginese ritrovata a Valls (Spagna) raffigurante Annibale e un elefante africano

Vari annalisti romani, tra cui Plinio il Vecchio, danno resoconti di un grande elefante con una zanna rotta. Secondo Plauto, Surus, sul dorso, indossava un mantello rosso e, possibilmente, anche uno scudo rosso e un'howdah. Come detto da Polibio, l'elefante riuscì a sopravvivere, come tutti gli altri, alla traversata delle Alpi, ma fu l'unico che sopravvisse anche all'inverno del 218 a.C., per poi morire l'anno successivo durante la discesa in Etruria.
Sebbene una moneta cartaginese coniata al tempo di Annibale rappresenti un elefante nordafricano, gli storici ritengono che Surus fosse un elefante dell'Asia occidentale o della Siria discendente da quelli sottratti dai Tolomei nelle guerre siriache, poiché il suo nome si tradurrebbe come "Il siriaco". Tuttavia, altri hanno proposto che fosse un elefante nordafricano, come il resto di quelli usati da Cartagine, interpretando il nome come un soprannome che i romani gli avrebbero dato per la sua zanna rotta (surus o sudus è il nome di un paletto usato nelle fortificazioni).